# Ratko Radovanović
Ratko "Raša" Radovanović (srbsky: Ратко Радовановић; * 16. října 1956 Nevesinje) je bývalý jugoslávský basketbalista narozený na území dnešní Bosny a Hercegoviny, srbské národnosti a dnes žijící v Srbsku. Měří 211 cm. Hrál především na pozici pivota.
S jugoslávskou reprezentací získal zlatou olympijskou medaili na hrách v Moskvě roku 1980 a bronzovou na hrách v Los Angeles roku 1984. Je mistrem světa z roku 1978 a ze světového šampionátu má i dva bronzy (1982, 1986). Má na svém kontě i titul mistra Evropy z roku 1977, stříbro z ME 1981 a dva eurobasketové bronzy (1979, 1987). S klubem KK Bosna Sarajevo vyhrál v sezóně 1978-79 nejprestižnější evropskou klubovou soutěž, Euroligu (tehdy Pohár mistrů). Stal se s ním třikrát mistrem Jugoslávie (1978, 1980, 1983) a získal jeden jugoslávský pohár (1978). V Bosně působil v letech 1972–1983, závěr kariéry strávil ve francouzském Stade Français (1983–1986) a italském klubu Reyer Venezia (1986–1990). 
Hráčskou kariéru ukončil v roce 1990, poté se s manželkou a dvěma malými dětmi vrátil do Sarajeva, kde investoval do soukromé zubní kliniky. Necelé dva roky poté vypukla bosenská válka a Radovanović i s rodinou uprchl do Bělehradu, kde od té doby žije. V roce 1996 se stal sportovním ředitelem basketbalového klubu FMP z bělehradském předměstí Železnik. Klub se díky němu stal známou líhní basketbalových talentů. Mládežnickým systémem FMP prošli například Miloš Teodosić, Vladimir Radmanović nebo Miroslav Raduljica. Z FMP Radovanović odešel roku 2010 a osm let se basketbalu stranil. Roku 2018 se k němu ale vrátil, když se stal sportovním ředitelem klubu Sloboda Užice. Začal se také angažovat v politice, roku 2023 se stal členem Srbské pokrokové strany srbského prezidenta Aleksandara Vučiće.